# 無土器期
無土器期（むどきき）とは、先島諸島を中心とする時代区分のひとつ。 先島先史時代の後期に当たる。
時代の範囲は、放射性炭素年代測定により約1,800年前～12世紀頃とされ、分布は先島諸島全域におよぶ。発見当初は、日本本土と同じく無土器期が有土器期（下田原期）に発展したと考えられていた。その後、有土器期の後に無土器期があったことが判明した。日本本土の無土器時代を旧石器時代と呼ぶようになった後も、先島のそれは無土器期の名称が使われ続けている。
同時期に沖縄本島で貝塚文化が栄えていたのに対して、先島諸島はまったく異なる文化だったと考えられている。

## 概要
先島先史時代の前期である下田原期（有土器時代）が終わると、約2,000年間の人が生活した痕跡が見当たらない空白期を経て、土器を使用しない無土器期の文化が展開される。この状況は、日本のみならず世界的にも特殊で、大田原遺跡・神田貝塚（石垣市）、下田原貝塚・大泊浜貝塚（波照間島）の発掘調査によって、層位学的に先後関係が確認されている。
遺跡の立地は、下田原期の遺跡がある程度高地にあったのに対して、無土器期の遺跡は大部分が海岸沿いや河口域の標高5m以下の砂丘にある。現時点で八重山列島で約50遺跡、宮古島で8遺跡が確認されており、遺跡の数は下田原期の3倍以上になっている。また年代測定では、無土器期の開始は宮古列島では約2,700年前（アラフ遺跡）、八重山列島では約2,000年～1,800年前と、宮古島の遺跡の方が古いものが多い。そのため、宮古島が無土器期の文化の開始地点だった可能性があり、八重山列島周辺に限定されていた下田原期の遺跡とは対照的である。
遺構は大泊浜貝塚（波照間島）で礫敷きの住居跡や炉跡、カイジ浜貝塚（竹富島）では柱穴が検出されていることから、礫床敷住居や掘立柱建物を住居としていたことが判明している。そこから多くの貝殻や魚骨に混在する形で、多様な石器や貝製品の他、この時期を特徴付けるシャコガイ製の貝斧が出土するようになる。浦底遺跡（宮古島）からは約200点の貝斧が出土しており、サイズや形状から用途によって使い分けられていた可能性がある。
遺跡の発掘品の大部分は魚介類の骨や殻であり、農耕の痕跡は見つかっていないことから、下田原期と同じく食料は多くを海に依存し基本的に漁撈を中心とする採集生活だったと見られているが、イノシシの骨も一定量得られており、骨が雌の個体に偏重していることからイノシシの飼育も行われていたようである。その調理法として、遺跡から焼けた石やサンゴ、貝殻、木炭が含まれた黒色の砂がレンズ状に堆積する状況が確認されることから、熱した石を用いて食料を蒸し焼きにする、焼石調理法（ストーンボイリング）が行われていたことが想定されている。これらの特徴から、下田原期の文化が台湾との関連を指摘されていたのに対して、無土器期はフィリピンや南太平洋など南方系文化との関連性が指摘されている。
無土器期の特徴である貝斧は琉球本島以北ではあまり発見されておらず、また沖縄本島の貝塚文化を含めた周辺地域の土器なども先島では発見されていないため、当時の無土器期の先島は外部と交流を持たずほとんど孤立していたようである。一方で中国唐代（7～10世紀）の開元通宝が、仲間第一貝塚（西表島）では表面採集により1点得られ、崎枝赤崎貝塚（石垣島）からは発掘により33点が出土している。
無土器期末期に近付くと、大泊浜貝塚等で海外との交易を示す中国産白磁玉縁碗や長崎産滑石製石鍋、徳之島産カムィ焼が出土するようになる。その後、本島のグスク時代開始と時を同じくして先島でも土器や農耕文化が出現するようになる一方、貝斧や焼石調理法は姿を消し先島先史時代は終わりを告げる。
大泊浜貝塚で発見された無土器期末からグスク時代開始直後（11～12世紀）の遺骨は、低顔・短頭性を特徴としており、同時期の沖縄本島の貝塚文化のものやフィリピンのものと良く似ている。一方、宮古列島の住屋遺跡・根間西里遺跡や八重山列島の蔵元跡遺跡・石垣貝塚・平川貝塚などで発見された15～16世紀の遺骨は、突顎・長頭傾向・高身長という同時期の沖縄本島のグスク時代人や中世日本人とよく似た特徴がある。1000年近く続いた狩猟採集文化が急激に農耕社会に変貌したことも考えると、住民の構成に大きな変動があったようである。一方で、先島諸島の外耳土器と沖縄本島のグスク土器は形式が違っていることから、グスク時代開始時の段階で先島は本島とは違った文化を持っていたようである。

## 起源
先島先史時代の前期である下田原期との間には、出土物が確認できない空白期間があるため関連性ははっきりしておらず、無土器期の文化の担い手が下田原期の人々の生き残りの末裔なのか、それとも下田原期の人々とは起源を異にしていたのかは不明である。
無土器期の特徴のうち、貝斧はフィリピンの先史文化と、焼石調理法はポリネシア文化との関連が指摘されている。これらは下田原期の遺跡からは発見されていないため、下田原期以降に南方系の人々が先島に移り住んだ可能性がある。一方で、同時期のフィリピンやポリネシアの文化には農耕文化や土器文化があり、同じく先島周辺の台湾や沖縄本島でも土器文化が確認されており、それらの人々がそのまま先島に移って来たのであれば土器文化を持たないことはありえないという指摘もある。
この空白期間には、先島諸島でサンゴ礁が形成されたことが確認されており、海岸線が沖側に移動した可能性がある。その場合、海進・海退の影響により前期と後期の間の遺跡は海に沈んでいる可能性がある。このことから、下田原期以降にサンゴ礁が発達するにつれて下田原期からの人々がその環境に適応し、無土器期の文化が形成されたという説もある。
以上のことから、無土器期の文化の起源は不明な点が多い。どちらにせよ、グスク時代以前における沖縄以北の言語とはかなり異なった言語を話したと思われるが、現在の南琉球諸語には日本語以外の言語の痕跡は確認されておらず、現在の先島諸島の文化への無土器期の文化の影響も確認されていないため、先島先史時代前期の下田原期と同じくその起源と消滅は未解明な部分が多い。